# Parri Spinelli
Parri Spinelli (ca. 1387-1453) va ser un pintor italià del primer Renaixement, nascut a la Província d'Arezzo. Son pare i mestre era Spinello Aretino (1350-1410), que va treballar a la Toscana. Parri Spinelli va viure a Florència des de l'any 1411 (o 1412) fins al 1419, i fou membre del taller de Lorenzo Ghiberti. Esdevingué el pintor més important d'Arezzo quan va tornar-hi. Va morir l'any 1453 a la pronvíncia d'Arezzo. Les seues obres destaquen pels colors foscos i per les figures més allargassades que les dels seus predecessors.